# Bonde da Stronda
Bonde da Stronda är en brasiliansk hiphop-grupp som består av sångarna Mr. Thug och Léo Stronda. 
Gruppen startade i november 2006. Under 2008 släppte de sitt första självständiga album som heter "Stronda Style".

## Diskografi

### Album
- Stronda Style (2008)
- Nova Era da Stronda (2009)
- A Profecia (2011)
- Corporação (2012)
- Feito pras Damas (2012)